# 244
244（二百四十四、にひゃくよんじゅうよん）は自然数、また整数において、243の次で245の前の数である。

## 性質
- 244は合成数であり、約数は 1, 2, 4, 61, 122 と 244 である。
  - 約数の和は434。
    - 約数の和が回文数になる21番目の数である。1つ前は241、次は251。(オンライン整数列大辞典の数列 A028980)

  - 約数の個数が3連続(243,244,245)で同じになる10番目の中央の数である。1つ前は243、次は302。
  - 約数の個数が3連続(242,243,244)で同じになる9番目の3連続の中で最大の数である。1つ前は232、次は245。
- 244は偶数の中で、38番目のノントーティエントである。
- 各位の和が10になる24番目の数である。1つ前は235、次は253。
  - 各位の和が三角数になる64番目の数である。1つ前は240、次は249。(オンライン整数列大辞典の数列 A187744)
    - 各位の和も各位の平方和もまた各位の立方和も三角数になる5番目の数である。1つ前は111、次は399。
- 各位の平方和が平方数になる31番目の数である。1つ前は236、次は263。(オンライン整数列大辞典の数列 A175396)
22 + 42 + 42 = 36 = 62
- 各位の立方和が136になる最小の数である。次は424。(オンライン整数列大辞典の数列 A055012)
  - 各位の立方和が n になる最小の数である。1つ前の135は1125、次の137は1244。(オンライン整数列大辞典の数列 A165370)
- 244 = 35 + 1
  - n = 5 のときの 3n + 1 の値とみたとき1つ前は82、次は730。(オンライン整数列大辞典の数列 A034472)
  - n = 3 のときの n5 + 1 の値とみたとき1つ前は33、次は1025。(オンライン整数列大辞典の数列 A002561)
- 244 → 23 + 43 + 43 = 136 → 13 + 33 + 63 = 244
  - 各位の立方和の和を連続して求めると元の数になる4番目の数である。1つ前は153、次は370。(オンライン整数列大辞典の数列 A072884)
    - 153 と 370 はナルシシスト数なので厳密な2連続とみたとき1つ前は136、次は919。(オンライン整数列大辞典の数列 A262615)

  - 244 = 13 + 33 + 63
    - 3つの正の数の立方数の和で表せる33番目の数である。1つ前は232、次は251。(オンライン整数列大辞典の数列 A003072)
    - 3つの正の数の立方数の和1通りで表せる33番目の数である。1つ前は232、次は253。(オンライン整数列大辞典の数列 A025395)
    - 異なる3つの正の数の立方数の和として1通りに表せる12番目の数である。1つ前は225、次は251。(オンライン整数列大辞典の数列 A025399)
    - n = 3 のときの 1n + 3n + 6n の値とみたとき1つ前は46、次は1378。(オンライン整数列大辞典の数列 A074508)
- 244 = 102 + 122
  - 異なる2つの平方数の和で表せる74番目の数である。1つ前は241、次は245。(オンライン整数列大辞典の数列 A004431)
- 244 = 62 + 82 + 122
  - 3つの平方数の和1通りで表せる75番目の数である。1つ前は235、次は253。(オンライン整数列大辞典の数列 A025321)
  - 異なる3つの平方数の和1通りで表せる74番目の数である。1つ前は243、次は253。(オンライン整数列大辞典の数列 A025339)
- 244 = 22 × 61
  - 2つの異なる素因数の積で p2 × q の形で表せる31番目の数である。1つ前は242、次は245。(オンライン整数列大辞典の数列 A054753)
- 桁の調和平均が3になる6番目の数である。1つ前は236、次は263。(オンライン整数列大辞典の数列 A062181)
例．3/1/2 + 1/4 + 1/4 = 3
- n = 244 のとき n と n − 1 を並べた数を作ると素数になる。n と n − 1 を並べた数が素数になる29番目の数である。1つ前は238、次は262。(オンライン整数列大辞典の数列 A054211)
- 244 = 4 × 43 − 3 × 4
  - x = 4 のときの チェビシェフ多項式T3(x) = 4x3 − 3x の値とみたとき1つ前は99、次は485。(オンライン整数列大辞典の数列 A144129)

## その他 244 に関連すること
- 西暦244年
- 244 ENDLI-x
- 第244代ローマ教皇はインノケンティウス13世（在位：1721年 - 1724年3月7日）である。
- 第244代天台座主は不二門智光（在位：1911年 - 1918年）である。
- 卜部兼好が書いたとされる随筆『徒然草』は序段を含めて244段から成る。
- 年始から244日目は、9月1日。